# DARPA Urban Challenge 2007
Die DARPA Urban Challenge 2007 ist ein Robotikwettbewerb-Rennen zwischen autonomen Roboterfahrzeugen, das am 3. November 2007 in Victorville, CA auf der ehemaligen George Air Force Base stattgefunden hat.
Das Rennen ist der dritte Wettbewerb in dem von der Defense Advanced Research Projects Agency (DARPA) initiierten Programms zur Förderung der Entwicklung autonomer Fahrzeuge. Im Unterschied zu den beiden vorherigen Rennen, bei denen ein im Wesentlichen geradliniger Parcours quer durch die Wüste absolviert werden musste, findet das dritte Rennen in bebautem Gebiet einer verlassenen Kaserne des ehemaligen Air Force-Stützpunktes George Air Force Base statt. Für das Team, das als erstes einen 60 Meilen langen und in drei Missionen unterteilten Parcours innerhalb von weniger als 6 Stunden absolviert, wurde von der DARPA ein Preisgeld von insgesamt 3,5 Millionen US-Dollar ausgeschrieben. Die drei ersten Teams, die das Ziel in kürzester Zeit erreichen und die wenigsten Abzüge wegen Regelverletzungen vorzuweisen haben, erhalten 2 Millionen, 1 Million bzw. 500.000 US-Dollar. Die DARPA Urban Challenge 2007 hat das Team Tartan Racing gewonnen, auf den zweiten Platz kommt das Stanford Racing Team und auf den dritten Platz das Team VictorTango. Die deutschen Finalteilnehmer AnnieWay (Uni Karlsruhe) und CarOLO (TU Braunschweig, Nachfolgeprojekt: Stadtpilot) schieden im Verlauf des Rennens aufgrund technischer Schwierigkeiten (AnnieWay: vermutlich Rechnerfehler, blieb bei der Einfahrt in einen Kreisverkehr stehen; CarOLO: verbogene Sensorik nach Kollision mit dem Team MIT) aus. Der VW Passat Junior des Stanford Racing Team, entwickelt unter Leitung des deutschstämmigen Professors Sebastian Thrun, war zwar das erste im Zieldurchlauf, bekam aber eine Zeitstrafe wegen eines leichten Verstoßes gegen die kalifornische Straßenverkehrsordnung.
Der Truck von Oshkosh wurde gestoppt, kurz bevor er eine Hauswand traf. MIT und Cornell hatten eine weitere Kollision, aber beide konnten weiterfahren.

## Teilnehmer

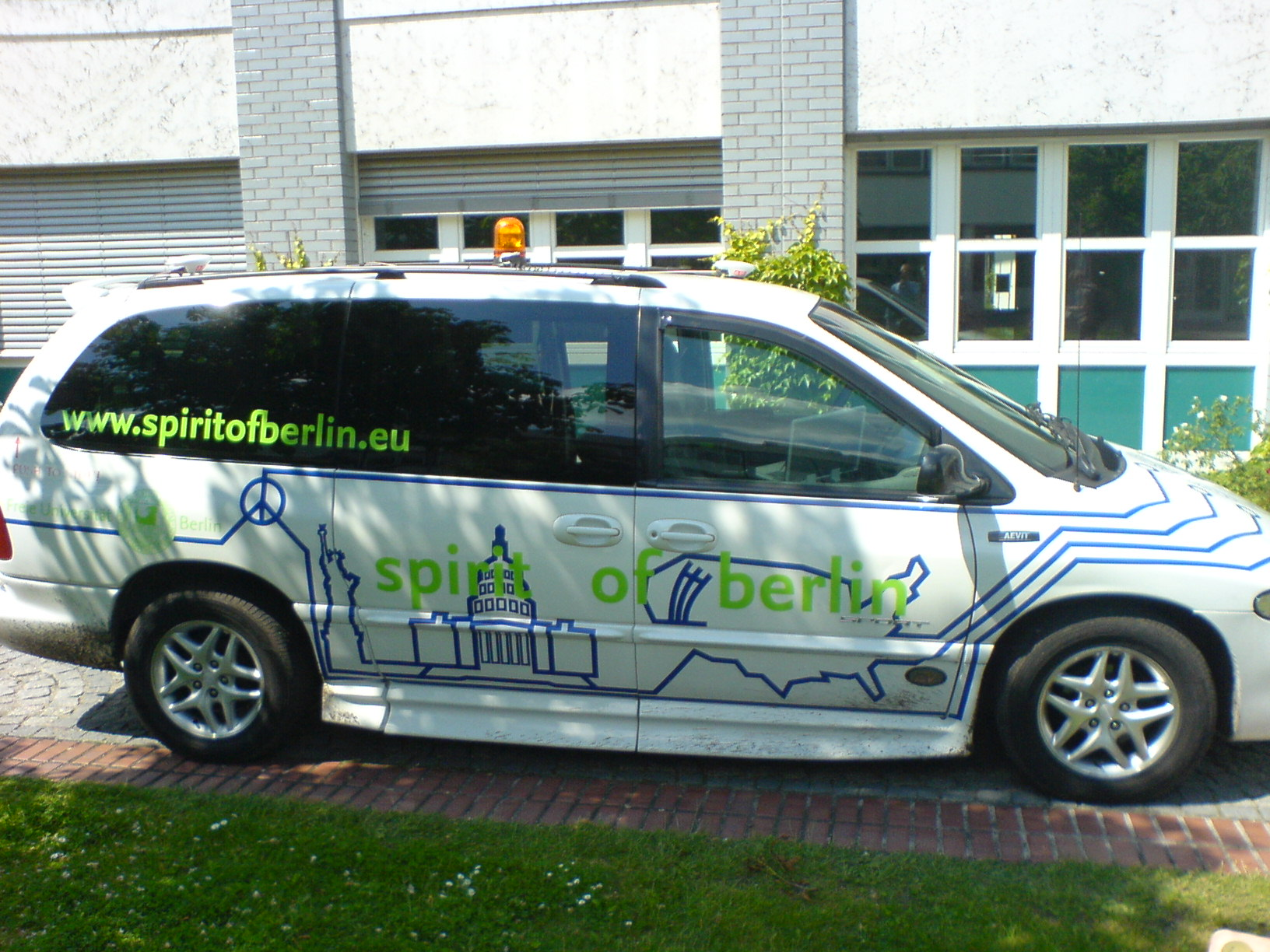
Die „spirit of berlin“ der FU Berlin

Die teilnehmenden Teams werden von der DARPA in Track A und Track B unterschieden, wobei Teilnehmer im Track A zusätzlich zu den eventuellen Siegprämien bis zu 1 Million Dollar an finanzieller Unterstützung bei der Entwicklung von der DARPA erhalten.
Für die geförderte Teilnahme am Track A haben sich insgesamt elf Teams qualifiziert. Weitere 78 Teams haben sich für die Teilnahme am Track B angemeldet, darunter auch internationale Teams aus Australien, China, Deutschland, Frankreich, Mexiko, Neuseeland und Österreich.

### Finalteilnehmer
Folgende elf Teams haben das Finale der DARPA Urban Challenge 2007 erreicht:

#### Track A
Teams mit Anschubfinanzierung durch die DARPA in Höhe von 1 Mio. Dollar
- Team Cornell
- Honeywell/Intelligent Vehicle Systems
- MIT
- Team Oshkosh Truck
- Stanford Racing Team
- Tartan Racing
- VictorTango

#### Track B
- Team AnnieWay, Universität Karlsruhe (TH), Forschungszentrum Karlsruhe, TU München, UniBw München
- Ben Franklin Racing Team
- CarOLO, TU Braunschweig
- Team UCF

### Teams mit deutscher Beteiligung
Hervorgehobene Teams haben das Halbfinale (National Qualification Event, Bekanntgabe 9. August 2007) erreicht.
- Team AnnieWay, Uni Karlsruhe, Forschungszentrum Karlsruhe, TU München, Universität der Bundeswehr München. Besteht überwiegend aus Mitgliedern des SFB Kognitive Automobile. Fahrzeug: VW Passat.[4]
- Team Berlin, FU Berlin. Fahrzeug: Dodge Caravan.[5]
- CarOLO, TU Braunschweig. Fahrzeug: VW Passat.[6]
- Team-LUX, IBEO Automobile Sensor GmbH, Hamburg. Fahrzeug: VW Passat.[[7]
- Tartan Racing, Carnegie Mellon University. Sponsor und Teammitglieder aus Deutschland. Fahrzeug: 2007 Chevy Tahoe.[8]
- Stanford Racing Team, Stanford University. Sponsoren, Teamleiter und -mitglieder aus Deutschland. Fahrzeug: VW Passat.[9]

### Track A Teams
- Team Autonomous Solutions, Young Ward, UT
- Team CalTech, Pasadena, CA
- Tartan Racing, Pittsburgh, PA
- Team Cornell, Ithaca, NY
- The Golem Group, Santa Monica, CA
- Intelligent Vehicle Systems Team, Dearborn, MI
- Team MIT, Cambridge, MA
- Team Oshkosh Truck, Oshkosh, WI
- Team Scorpion, Tucson, AZ
- Stanford Racing Team, Stanford, CA
- VictorTango, Blacksburg, VA[10]

### Track B Teams

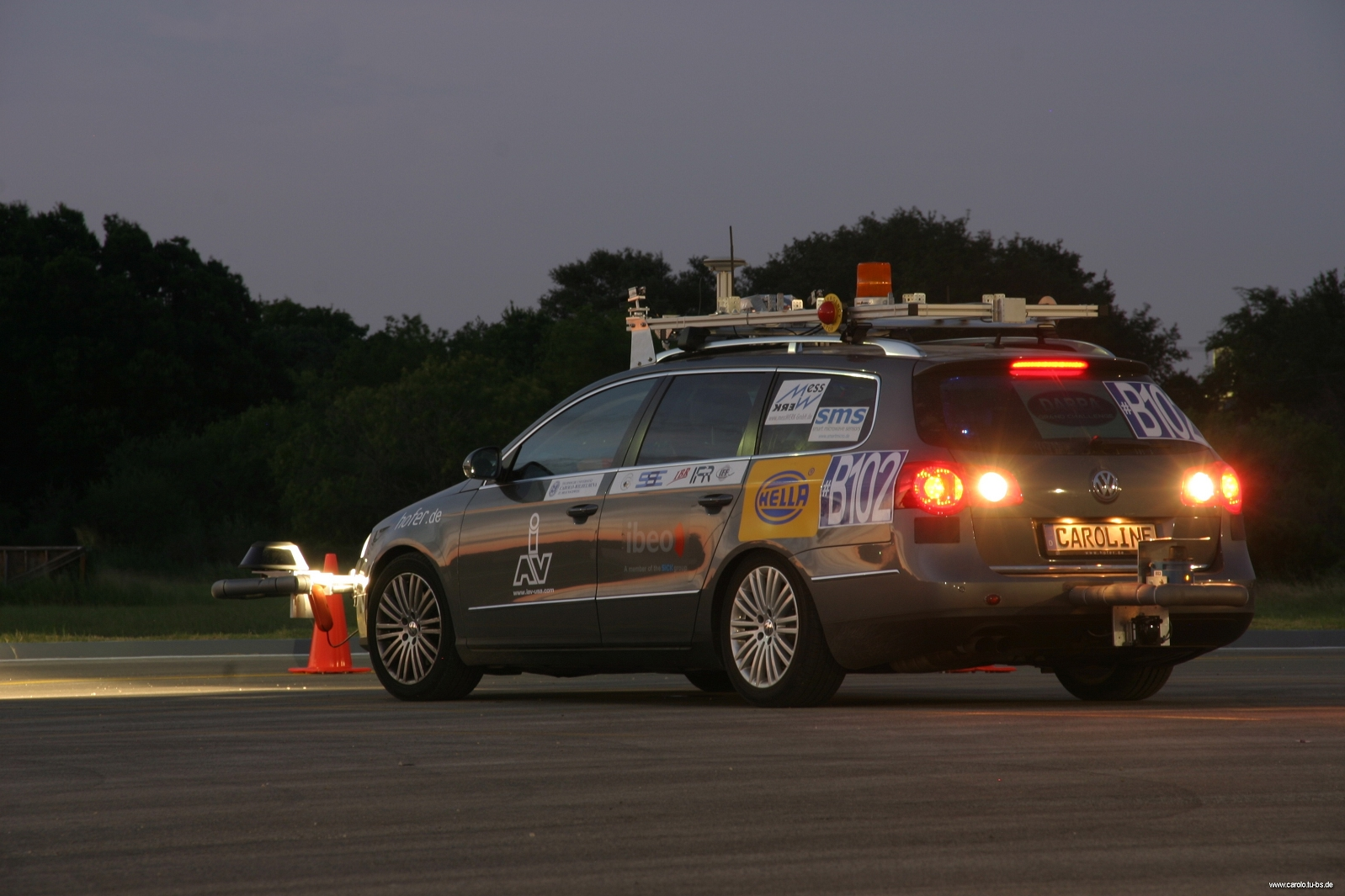
Das CarOLO-Team aus Braunschweig

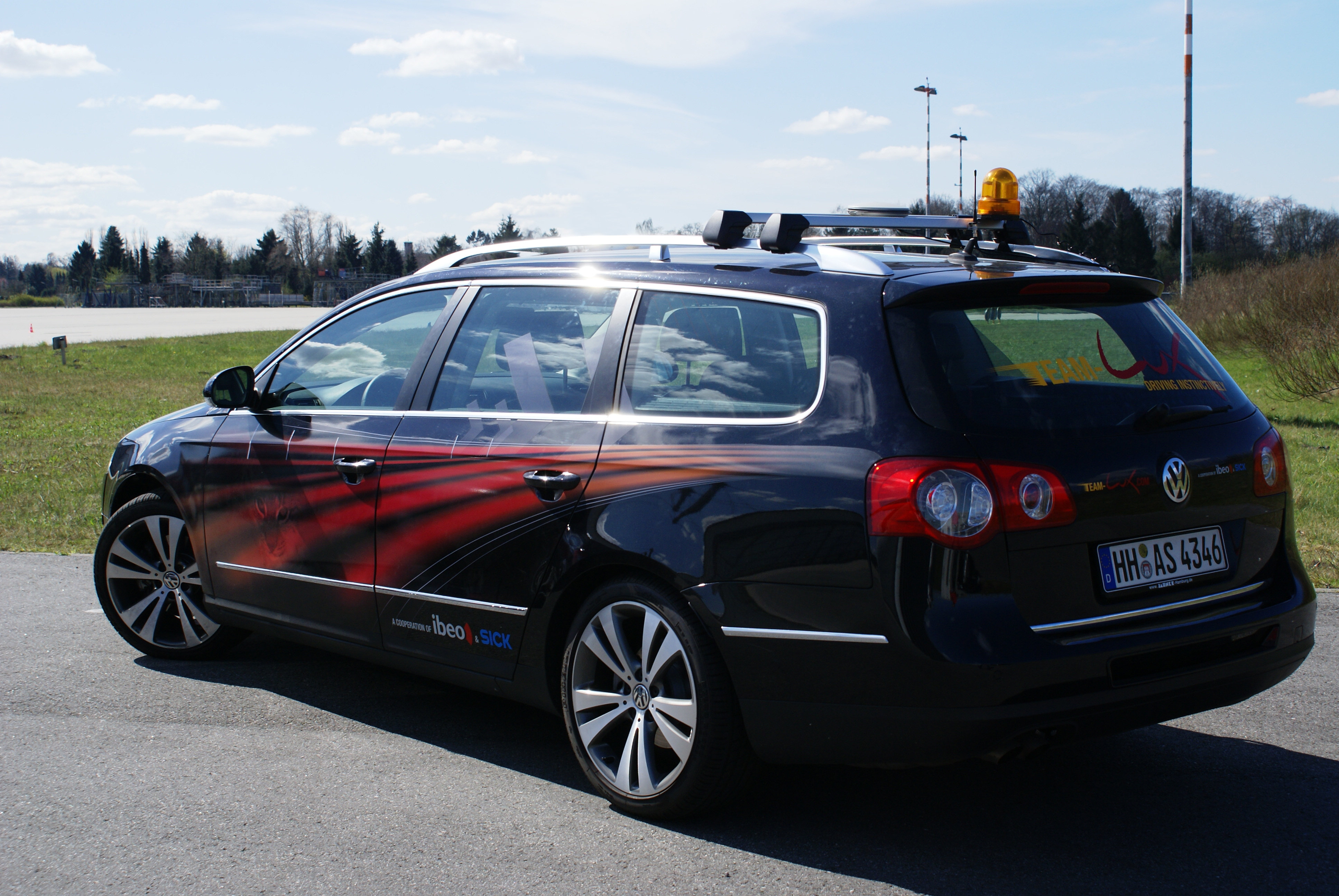
Das Team-Lux aus Hamburg

- Team Grand Challenger, Houston, TX
- CarOLO, Braunschweig, Germany
- Martian Mentors, Goodrich, MI
- AutoTrek, Morrestown, NJ
- Mojavaton, Grand Junction, CO
- True Vision Robotics, Atascadero, CA
- ROBOKAR, Spring Lake Park, MN
- Team-LUX, Woodstock, MD
- UD Team Grand Challenge, Dayton, OH
- RoboRide, Homewood, AL
- Trobo, Petal, MS
- base17 Robotics, Westfield, IN
- Magnolia, Ridgeland, MS
- Ody-Era, Carmel, IN
- American Industrial Magic, Traverse City, MI
- Spurrier's Hurriers, Mary Esther, FL
- Natalythe Engineering, San Diego, CA
- Team Cybernet, Ann Arbor, MI
- Albertabot, Fredericton, Canada
- Insight Racing, Cary, NC
- LAAE, Hacienda Heights, CA
- Team AnnieWay, Karlsruhe, Germany
- Project Horizon, Melbourne, FL
- Team Juggernaut, Sandy, UT
- BYUC, Provo, UT
- Team Case, Cleveland, OH
- Team Promethean, Pittsburgh, PA
- UU, Westminster, MD
- A Bunch of Dropouts, Kingman, AZ
- Highlander Racing, Newark, NJ
- Gator Nation, Gainesville, FL
- Spring Light, Shanghai, China
- University of Utah, Salt Lake City, UT
- Team White Cougar, Las Vegas, NV
- „R“ Junk Works, Palmdale, CA
- TeamNOVA, Chickasha, OK
- Magic Highway, U.S.A., Topanga, CA
- Princeton University, Princeton, NJ
- Team Berlin, Berlin, Germany
- Indiana Robotic Navigation, Greenwood, IN
- Team CajunBot, Lafayette, LA
- Axion Racing, Westlake Village, CA
- OSU-ACT, Columbus, OH
- Team Banzai, Irvine, CA
- Cakewalk, Whiteland, IN
- TeamXAR, Irvine, CA
- Team Gray, Metairie, LA
- Team UCF, Orlando, FL
- Team 23 Racing, San Diego, CA
- Team Jefferson, Crozet, VA
- Sting Racing, Atlanta, GA
- Team Urbanator, Owens Cross Roads, AL
- Oak Ridge Robotics, Oak Ridge, TN
- SciAutonics/Auburn Engineering, Thousand Oaks, CA
- The Ben Franklin Racing Team, Philadelphia, PA
- DOTMOBIL Team, Boran sur Oise, France
- Team Orange, Urbana, IL
- I-Team, Campbell, CA
- Space Cowboys, Pinckney, MI
- Berkeley-Sydney Driving Team, Berkeley, CA
- MEXICO, Puebla, Mexico
- University of Missouri-Rolla Urban Challenge Team, Rolla, MO
- CyberRider, Cambridge, MA
- AvantGuardium, Bethesda, MD
- Palos Verdes High School Roadwarriors, Palos Verdes, CA
- ROWSG, Corvallis, OR
- Cincinnati Bearcats, Cincinnati, OH
- Grand Challenge NomadZ, Auckland, New Zealand
- Pegasus, College Station, TX
- Team Helios, Greenfield, WI
- Austin Robot Technology, Austin, TX
- UrbanRangers, Indianapolis, IN
- The Artificial Automotive Group, Linz, Austria
- PHD (Programmers Hate Driving), Phoenix, AZ
- Team CART, Princeton, WV
- Team Tebo, Irvine, CA
- Juxtopia, Baltimore, MD
- UBC Thunderbird Robotics, Vancouver, Canada